# Quarante
 Quarante  (en occitano Cranta) es una población y comuna francesa, situada en la región de Occitania, departamento de Hérault, en el distrito de Béziers y cantón de Saint-Pons-de-Thomières.

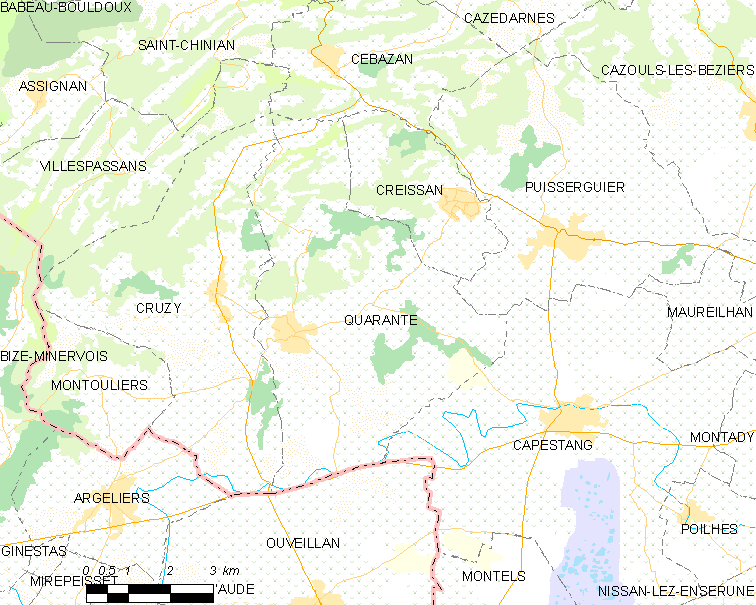
Mapa

## Demografía
| 1818 | 1644 | 1460 | 1441 | 1509 | 1449 | 1723 |
| Para los censos de 1962 a 1999 la población legal corresponde a la población sin duplicidades (Fuente: INSEE [Consultar]) |      |      |      |      |      |      |

## Lugares de interés

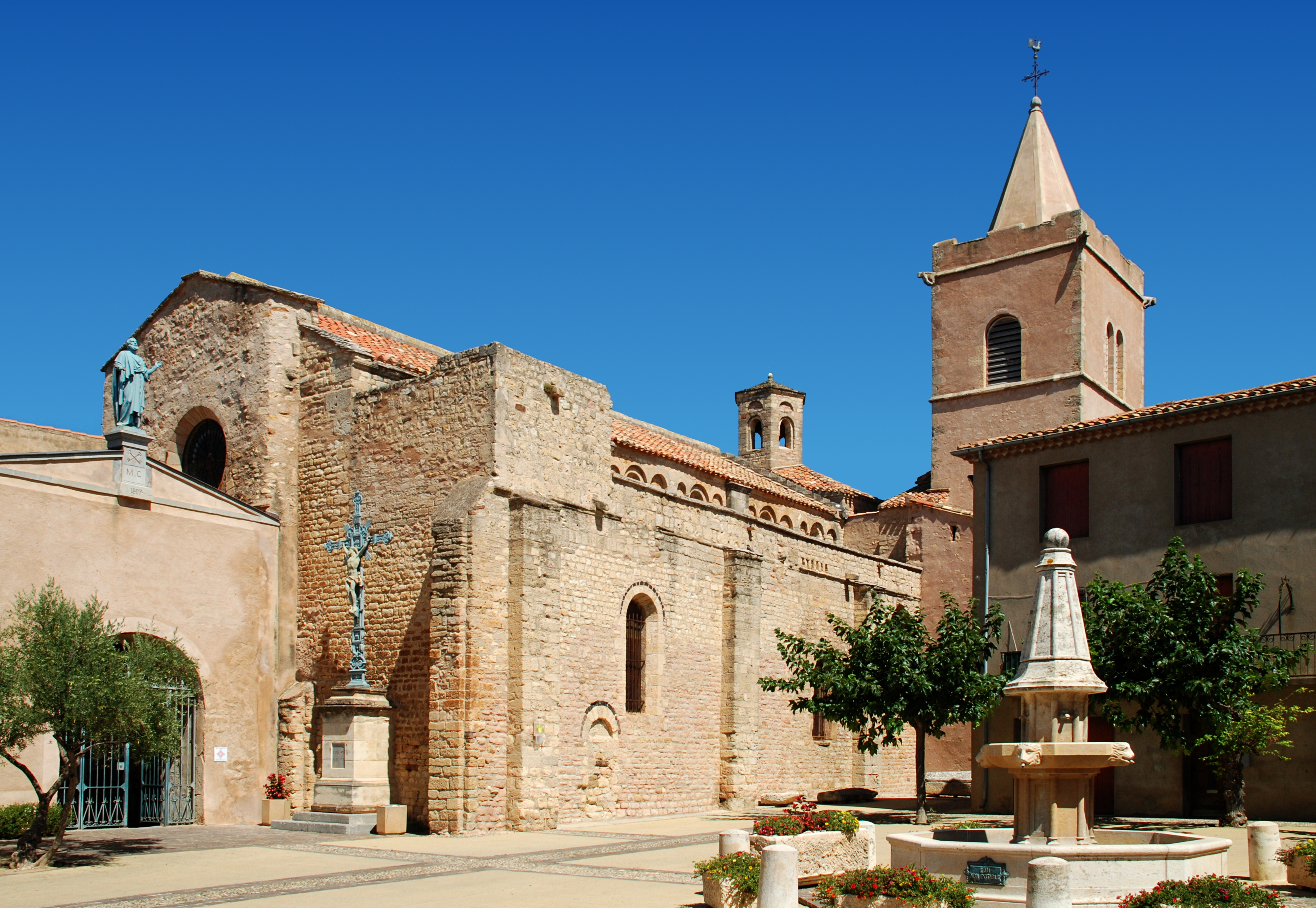
Iglesia Sainte-Marie

- Iglesia románica Sainte-Marie